# Твердотельная электроника
Твердоте́льная электро́ника — раздел электроники, в основном связанный с полупроводниковой электроникой. Термин появился в середине XX века вместе с устройствами на основе полупроводников (транзисторов и полупроводниковых диодов), которые пришли на смену радиолампам. Название означает, что управление электрическим током происходит в твёрдом теле полупроводника, а не вакууме электронной лампы.
Твердотельная электроника изучает физические принципы работы, функциональные возможности электронных приборов, в которых движение электронов или иных носителей заряда, обуславливающих электрический ток, происходит в объёме твёрдого тела. Термин «твердотельные приборы» подчеркивает отличие этих приборов от электровакуумных, газоразрядных, жидкоэлектролитных, иных электронных приборов. Не считаются твердотельными различные электромеханические приборы и устройства, такие, как реле, переключатели, исполнительные механизмы. Условно к твердотельным приборам можно отнести пьезоэлектрические приборы (например, кварцевые резонаторы, фильтры на поверхностных акустических волнах), приборы, использующие ферромагнитные свойства материалов, например, накопители на магнитных дисках, цилиндрических магнитных доменах, так как в этих материалах не происходит упорядоченного движения электрических зарядов.
Также твердотельная электроника изучает принципы конструирования электронных устройств, построенных на твердотельных приборах.

## Основные твердотельные приборы, используемые в электронных устройствах

### Полупроводниковые диоды
Наиболее обширный по различным функциям и областям применения класс полупроводниковых приборов:
- Выпрямительные силовые диоды.
- Выпрямительные малосигнальные диоды.
- Стабилитроны.
- Динисторы.
- Варикапы и варакторы.
- Фотодиоды и диоды для регистрации ионизирующих излучений.
- Фотогальванические элементы (солнечные батареи).
- Магниточувствительные диоды.
- Термочувствительные диоды (термодатчики).
- Переключательные диоды.
- Светоизлучающие диоды (светодиоды и полупроводниковые лазеры).
- Туннельные диоды и обращённые диоды.
- СВЧ-диоды генерирующие (диоды Ганна, лавинно-пролётные диоды, туннельные диоды).
- СВЧ-диоды приемные и коммутационные (смесительные диоды,p-i-n диоды).
- Генераторы шума.

### Другие твердотельные двухвыводные приборы
- Фоторезисторы.
- Терморезисторы.
- Магниторезисторы.
- Детекторы ионизирующих излучений.

### Трехвыводные приборы и др.
Используются для усиления, переключения, коммутации, генерации сигналов, как фотоприёмники:
- Биполярные транзисторы.
- Полевые транзисторы.
- Двухбазовые диоды.
- Тиристоры, симисторы.
- Фоточувствительные транзисторы.
- Датчики Холла.

### Интегральные микросхемы
Обширнейший класс полупроводниковых приборов, у которых в толще полупроводникового материала сформирована некоторая электронная схема, включающая элементарные диоды, транзисторы, резисторы и др. Условно разделяют на:
- Цифровые микросхемы (логические микросхемы, микропроцессоры, запоминающие микросхемы и др.)
- Аналоговые микросхемы (операционные усилители, различные преобразователи сигналов).

Разделение на цифровые и аналоговые микросхемы условно, часто микросхемы имеют как аналоговые, так и цифровые узлы.